# 유럽 축구 연맹

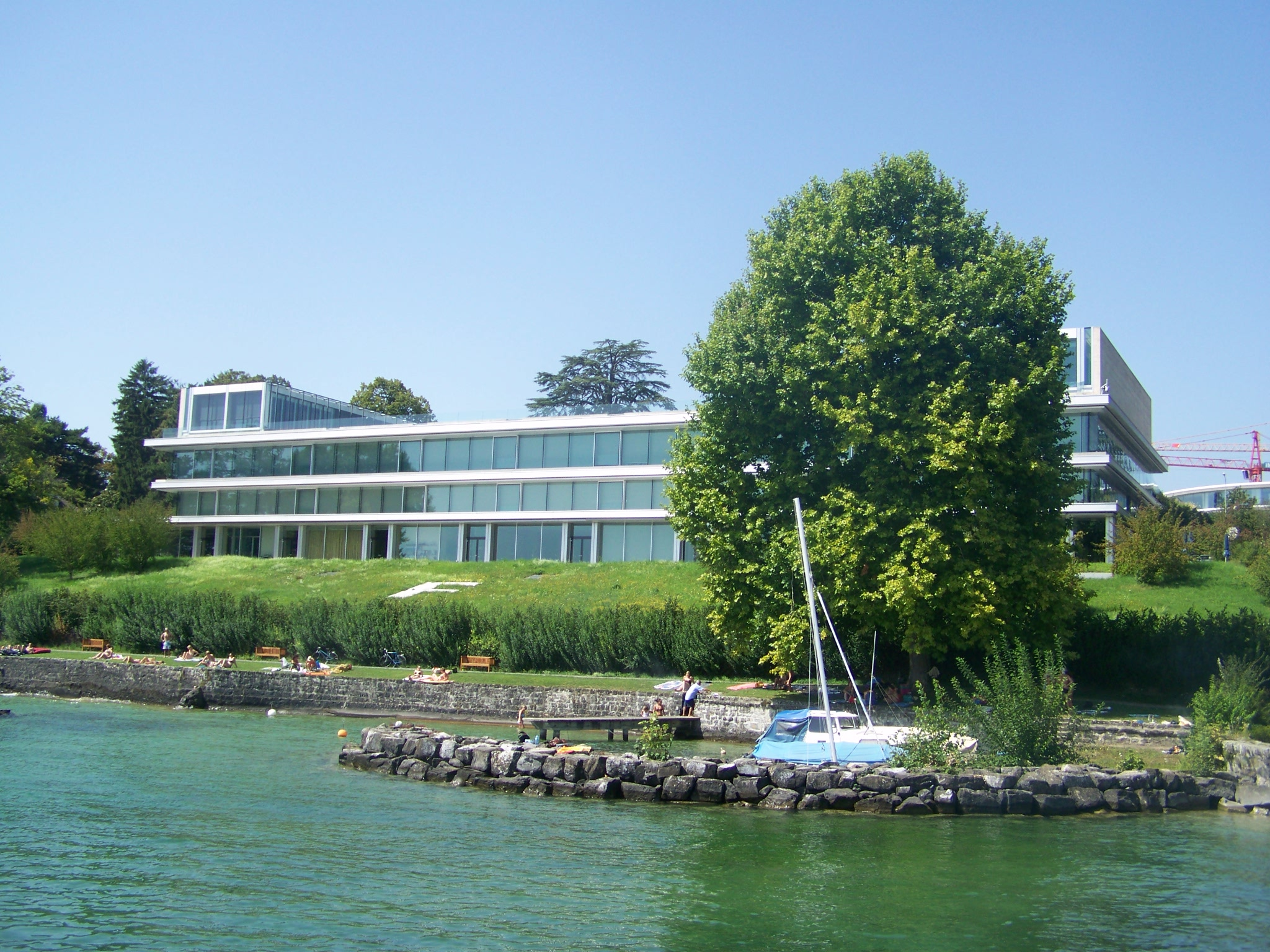
스위스 니옹에 위치한 UEFA 본부

유럽 축구 연맹(Union of European Football Associations, UEFA)은 축구 종목을 총괄하는 유럽 기구이다. UEFA 유럽 축구 선수권 대회, UEFA 네이션스리그, UEFA 챔피언스리그, UEFA 유로파리그를 비롯한 여러 국제 대회를 운영하고 있다.
또한 유럽 축구 연맹은 총 55개국 중에서 FIFA가 주관하는 월드컵에서 본선 진출 티켓이 13장이 배정되어 있으므로 남미 다음으로 본선 진출 비율이 높은 편이다. 본선 진출 티켓 또한 모든 대륙 중에서 가장 많은 대륙이다.

## 회원국
아래의 표는 FIFA 국가별 코드 목록의 국가 코드 알파벳 순서로 나열한 것이다.
| 코드 | 협회 | 국가 대표팀           | 설립연도 | FIFA 가입연도 | UEFA 가입연도 |
| ---- | ---- | --------------------- | -------- | ------------- | ------------- |
| ALB  | FSHF | 알바니아              | 1930     | 1932          | 1954          |
| AND  | FAF  | 안도라                | 1994     | 1996          | 1996          |
| ARM  | FFA  | 아르메니아            | 1992     | 1992          | 1992          |
| AUT  | OFB  | 오스트리아            | 1904     | 1905          | 1954          |
| AZE  | AFFA | 아제르바이잔          | 1992     | 1994          | 1994          |
| BLR  | BFF  | 벨라루스              | 1989     | 1992          | 1993          |
| BEL  | RBFA | 벨기에                | 1895     | 1904          | 1954          |
| BIH  | FABH | 보스니아 헤르체고비나 | 1946     | 1996          | 1998          |
| BUL  | BFS  | 불가리아              | 1923     | 1924          | 1954          |
| CRO  | HNS  | 크로아티아            | 1912     | 1992          | 1993          |
| CYP  | CFA  | 키프로스              | 1934     | 1948          | 1962          |
| CZE  | FAČR | 체코                  | 1901     | 1907          | 1954          |
| DEN  | DBU  | 덴마크                | 1889     | 1904          | 1954          |
| ENG  | FA   | 잉글랜드              | 1863     | 1905          | 1954          |
| EST  | EJL  | 에스토니아            | 1921     | 1923          | 1992          |
| FRO  | FSF  | 페로 제도             | 1979     | 1988          | 1990          |
| FIN  | SPL  | 핀란드                | 1907     | 1908          | 1954          |
| FRA  | FFF  | 프랑스                | 1919     | 1904          | 1954          |
| GEO  | GFF  | 조지아                | 1990     | 1992          | 1992          |
| GER  | DFB  | 독일                  | 1900     | 1904          | 1954          |
| GIB  | GFA  | 지브롤터              | 1895     | 2016          | 2013          |
| GRE  | HFF  | 그리스                | 1926     | 1927          | 1954          |
| HUN  | MLSZ | 헝가리                | 1901     | 1906          | 1954          |
| ISL  | FSHF | 아이슬란드            | 19473    | 1947          | 1954          |
| ISR  | KSÍ  | 이스라엘              | 1949     | 1949          | 1994          |
| ITA  | FIGC | 이탈리아              | 1898     | 1905          | 1954          |
| KAZ  | KFF  | 카자흐스탄            | 1994     | 1994          | 2002          |
| KVX  | FFK  | 코소보                | 2008     | 2016          | 2016          |
| LVA  | LFF  | 라트비아              | 1921     | 1922          | 1992          |
| LIE  | LFV  | 리히텐슈타인          | 1934     | 1974          | 1974          |
| LTU  | LFF  | 리투아니아            | 1922     | 1923          | 1992          |
| LUX  | FLF  | 룩셈부르크            | 1908     | 1910          | 1954          |
| MDA  | FMF  | 몰도바                | 1990     | 1994          | 1993          |
| MKD  | FFM  | 북마케도니아          | 1926     | 1994          | 1994          |
| MLT  | MFA  | 몰타                  | 1900     | 1959          | 1960          |
| MNE  | FSCG | 몬테네그로            | 1931     | 2007          | 2007          |
| NED  | KNVB | 네덜란드              | 1889     | 1904          | 1954          |
| NIR  | IFF  | 북아일랜드            | 1880     | 1911          | 1954          |
| NOR  | NFF  | 노르웨이              | 1902     | 1908          | 1954          |
| POL  | PZPN | 폴란드                | 1919     | 1923          | 1954          |
| POR  | FPF  | 포르투갈              | 1914     | 1923          | 1954          |
| IRL  | FAI  | 아일랜드              | 1921     | 1923          | 1954          |
| ROU  | FRF  | 루마니아              | 1909     | 1923          | 1954          |
| RUS  | RFS  | 러시아                | 1912     | 1912          | 1954          |
| SMR  | FSGC | 산마리노              | 1931     | 1988          | 1988          |
| SCO  | SFA  | 스코틀랜드            | 1873     | 1910          | 1954          |
| SRB  | FSS  | 세르비아              | 1919     | 1923          | 1954          |
| SVK  | SFZ  | 슬로바키아            | 1938     | 1994          | 1993          |
| SVN  | NZS  | 슬로베니아            | 1920     | 1992          | 1992          |
| ESP  | RFEF | 스페인                | 1909     | 1904          | 1954          |
| SWE  | SvFF | 스웨덴                | 1904     | 1904          | 1954          |
| SUI  | ASF  | 스위스                | 1895     | 1904          | 1954          |
| TUR  | TFF  | 튀르키예              | 1923     | 1923          | 1962          |
| UKR  | UAF  | 우크라이나            | 1991     | 1992          | 1992          |
| WAL  | FAW  | 웨일스                | 1876     | 1910          | 1954          |

## 소속 국가대표팀
2020년 기준으로 총 55개의 국가대표팀이 있다.
아래 목록에서 굵은 글씨는 현재 월드컵에 1회 이상 본선 진출한 팀이며 이탤릭체는 월드컵 본선에 진출한 적이 없는 팀 중에 유로에 1회 이상 본선 진출한 팀이다. 또한 ★ 표시는 1회 이상 월드컵 우승국, ☆ 표시는 1회 이상 유럽축구선수권대회 우승국이다.
- 그리스☆ 남부
- 네덜란드☆서부
- 노르웨이북부
- 덴마크☆북부
- 독일★☆서부
- 라트비아북부 2
- 러시아☆동부
- 루마니아동부
- 룩셈부르크서부
- 리투아니아북부
- 리히텐슈타인서부
- 몬테네그로동부
- 몰도바동부
- 몰타남부
- 벨기에서부
- 벨라루스동부
- 보스니아 헤르체고비나동부1
- 북마케도니아동부
- 북아일랜드서부
- 불가리아동부
- 산마리노남부
- 세르비아동부
- 스웨덴북부
- 스위스서부
- 스코틀랜드서부
- 스페인★☆남부
- 슬로바키아동부
- 슬로베니아동부
- 아르메니아동부
- 아이슬란드북부
- 아일랜드서부
- 아제르바이잔동부
- 안도라남부
- 알바니아 동부2
- 에스토니아북부
- 오스트리아서부
- 우크라이나동부
- 웨일스서부
- 이탈리아★☆남부
- 이스라엘동부
- 잉글랜드★서부
- 조지아동부
- 지브롤터남부
- 체코☆ 동부
- 카자흐스탄동부
- 코소보동부
- 크로아티아동부
- 키프로스남부
- 튀르키예남부
- 페로 제도북부
- 포르투갈☆남부
- 폴란드동부
- 프랑스★☆서부
- 핀란드북부
- 헝가리동부

- 1: 유로에는 본선 진출 기록이 없으나 월드컵에는 1회 이상 본선 진출을 한 팀.
- 2: 유로에는 1회 이상 본선 진출을 하였으나 월드컵에는 본선 진출 기록이 없는 팀.

## 주관 대회
| - UEFA 유럽 축구 선수권 대회 - UEFA U-21 축구 선수권 대회 - UEFA U-19 축구 선수권 대회 - UEFA U-17 축구 선수권 대회 - UEFA 네이션스리그 - UEFA 유럽 여자 축구 선수권 대회 - UEFA U-19 여자 축구 선수권 대회 - UEFA U-17 여자 축구 선수권 대회 - UEFA 풋살 선수권 대회 | - UEFA 챔피언스리그 - UEFA 유로파리그 - UEFA 유로파컨퍼런스리그 - UEFA 슈퍼컵 - UEFA 유스리그 - UEFA 여자 챔피언스리그 - UEFA 풋살 챔피언스리그 - UEFA 리전스컵 | - UEFA 컵위너스컵 - UEFA 인터토토컵 - 인터콘티넨털컵 - UEFA 아마추어컵 - UEFA U-21 풋살 선수권 대회 - UEFA-CAF 머리디언컵 |

## 순위

### 남자 대표팀
랭킹은 FIFA에서 계산한다.
| 남자 대표팀 순위 | 남자 대표팀 순위 | 남자 대표팀 순위      | 남자 대표팀 순위 | 남자 대표팀 순위 |
| ---------------- | ---------------- | --------------------- | ---------------- | ---------------- |
| UEFA             | FIFA             | 국가                  | 포인트           | +/-              |
| 1                | 1                | 벨기에                | 1765             | 보합             |
| 2                | 2                | 프랑스                | 1733             | 보합             |
| 3                | 4                | 잉글랜드              | 1661             | 보합             |
| 4                | 6                | 크로아티아            | 1642             | 보합             |
| 5                | 7                | 포르투갈              | 1639             | 보합             |
| 6                | 8                | 스페인                | 1636             | 보합             |
| 7                | 12               | 스위스                | 1608             | 보합             |
| 8                | 13               | 이탈리아              | 1607             | 보합             |
| 9                | 14               | 네덜란드              | 1604             | 보합             |
| 10               | 15               | 독일                  | 1602             | 보합             |
| 11               | 16               | 덴마크                | 1598             | 보합             |
| 12               | 17               | 스웨덴                | 1579             | 보합             |
| 13               | 19               | 폴란드                | 1559             | 보합             |
| 14               | 22               | 웨일스                | 1540             | 보합             |
| 15               | 24               | 우크라이나            | 1537             | 보합             |
| 16               | 26               | 오스트리아            | 1507             | 보합             |
| 17               | 29               | 튀르키예              | 1494             | 보합             |
| 18               | 29               | 세르비아              | 1494             | 보합             |
| 19               | 32               | 슬로바키아            | 1490             | 보합             |
| 20               | 34               | 아일랜드              | 1486             | 보합             |
| 21               | 36               | 북아일랜드            | 1476             | 보합             |
| 22               | 37               | 루마니아              | 1475             | 보합             |
| 23               | 38               | 러시아                | 1470             | 보합             |
| 24               | 39               | 아이슬란드            | 1464             | 보합             |
| 25               | 44               | 노르웨이              | 1451             | 보합             |
| 26               | 45               | 체코                  | 1446             | 보합             |
| 27               | 49               | 보스니아 헤르체고비나 | 1430             | 보합             |
| 28               | 50               | 스코틀랜드            | 1422             | 보합             |
| 29               | 52               | 헝가리                | 1416             | 보합             |
| 30               | 54               | 그리스                | 1409             | 보합             |
| 31               | 58               | 핀란드                | 1386             | 보합             |
| 32               | 59               | 불가리아              | 1381             | 보합             |
| 33               | 64               | 몬테네그로            | 1365             | 보합             |
| 33               | 64               | 슬로베니아            | 1365             | 보합             |
| 35               | 66               | 알바니아              | 1356             | 보합             |
| 36               | 68               | 북마케도니아          | 1347             | 보합             |
| 37               | 87               | 벨라루스              | 1280             | 보합             |
| 38               | 91               | 조지아                | 1267             | 보합             |
| 39               | 93               | 이스라엘              | 1260             | 보합             |
| 40               | 95               | 키프로스              | 1251             | 보합             |
| 41               | 98               | 룩셈부르크            | 1236             | 보합             |
| 42               | 102              | 아르메니아            | 1213             | 보합             |
| 43               | 103              | 에스토니아            | 1202             | 보합             |
| 44               | 110              | 페로 제도             | 1181             | 보합             |
| 45               | 114              | 아제르바이잔          | 1177             | 보합             |
| 46               | 115              | 코소보                | 1174             | 보합             |
| 47               | 118              | 카자흐스탄            | 1155             | 보합             |
| 48               | 131              | 리투아니아            | 1089             | 보합             |
| 49               | 135              | 안도라                | 1082             | 보합             |
| 50               | 137              | 라트비아              | 1082             | 보합             |
| 51               | 175              | 몰도바                | 959              | 보합             |
| 52               | 180              | 리히텐슈타인          | 926              | 보합             |
| 53               | 184              | 몰타                  | 919              | 보합             |
| 54               | 196              | 지브롤터              | 879              | 보합             |
| 55               | 209              | 산마리노              | 824              | 보합             |

2020년 7월 16일 기준 보관됨 2016-06-25 - 웨이백 머신
|  |

## 주해
1. ↑  현재의 프랑스 축구 연맹의 전신은 1907년에 설립했던 프랑스 연방 위원회였다.
2. ↑  현재의 프랑스 축구 연맹의 전신이었던 프랑스 연방 위원회는 프랑스 체육 스포츠 협회 연합 (USFSA)이 각 스포츠 종목으로 분리되면서 설립되었다. FIFA 가입은 연합이 분리되기 전에 이루어졌다.
3. ↑  아이슬란드 1부 리그는 1912년부터 열리기 시작했고 아이슬란드 축구 협회는 35년 뒤에 설립되었지만 협회 설립 이전의 모든 기록들을 공식적으로 인정하고 있다.
4. ↑  이스라엘은 1954년부터 1974년까지 아시아 축구 연맹(AFC) 회원국이었지만 중동 분쟁으로 인해 AFC 회원국 중에서 이스라엘과의 경기를 거부하는 국가들이 생겼고 결국 아랍, 무슬림 회원국들의 정치적인 압력으로 퇴출되었다. 이후 오세아니아 축구 연맹(OFC)에서 활동하다 UEFA에 가입하게 된다.
5. ↑  이스라엘은 1992년부터 UEFA의 준회원국이었기 때문에 이스라엘 축구 클럽은 이스라엘이 정식 UEFA 회원이 아니더라도 1992-93 및 1993-94 UEFA 클럽 대회에 참가할 수 있었다.
6. ↑  1994년부터 2002년까지 아시아 축구 연맹(AFC) 회원국이었다가 UEFA에 가입했다.
7. ↑  폴란드 축구 협회의 전신은 해체된 오스트리아 축구 연합의 산하 기구였던 폴란드 축구 연맹(PFU)이다.